# Franciszek Juliusz Granowski
Franciszek Juliusz Granowski (ur. 1861 Milno, Ukraina, zm. 4 kwietnia 1918, Quarto dei Mille, Genua, Włochy) – polski wydawca i redaktor encyklopedii.
Był redaktorem wychodzącej od czasów popowstaniowych serii Biblioteka Dzieł Wyborowych. Były to co tydzień wydawane książki liczące ok. 150 stron o tematyce historycznej, podróżniczej, pamiętniki oraz drobne rozprawy. Biblioteka publikowała dzieła autorów polskich i zagranicznych, często po raz pierwszy wydawanych w Polsce.  Wyszło kilka serii BDW, kontynuowano wydawanie w okresie międzywojennym, a także po II wojnie, jednak w ramach innych wydawnictw (np. Biblioteka Dzieł Wyborowych Instytutu Wydawniczego "Pax").
W 1889 roku zainicjował wydawanie wraz z Saturninem Józefem Sikorskim Wielkiej encyklopedii powszechnej ilustrowanej, wychodzącej w Warszawie.